# Maciste
Maciste est un personnage de fiction créé en 1913 par Gabriele d'Annunzio et Giovanni Pastrone dans le film Cabiria en tant que simple personnage secondaire, mais qui devient ensuite le héros d'une vingtaine de films dans les années 1910-1930 et 1960-1970. 
Héros solitaire, toujours au service du bien, il est connu pour ses prouesses physiques qui font de lui l'un des héros musclés des péplums du milieu du siècle. Ses aventures se déroulent dans des pays et à des époques très variés.

## Le personnageMaciste

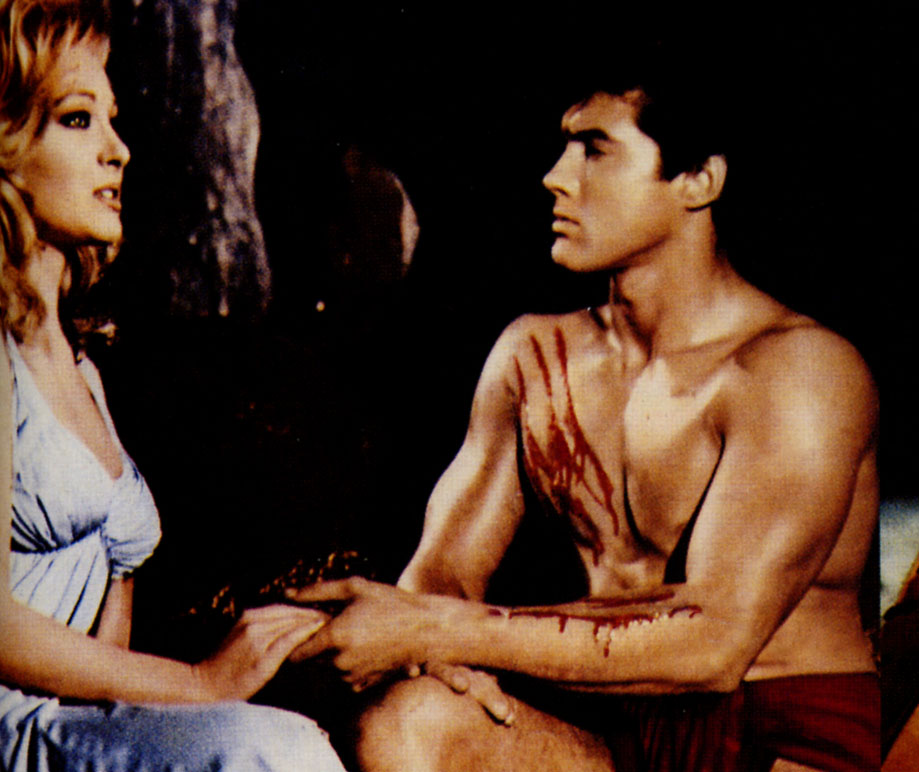
Hélène Chanel et Kirk Morris dans Maciste en enfer (1962) de Riccardo Freda.

Maciste apparaît dans Cabiria en 1914 où il est un personnage secondaire, garde du corps d'une Romaine à Carthage. Interprété par le docker génois Bartolomeo Pagano, l'esclave herculéen fait sensation. Par la suite, le personnage est repris dans toute une série de films mettant en valeur ses qualités athlétiques, et ne se passant pas forcément sous l'Antiquité (dans Maciste, Chasseur alpin par exemple, on le voit soldat lors de la Première Guerre mondiale). Pagano restera Maciste jusqu'à la fin du cinéma muet ; après quoi le personnage tombe dans l'oubli.
Puis, vers la fin des années 1950, on assiste à un renouveau du péplum en Italie, à la suite des succès d'Ulysse (Mario Camerini, 1954) et surtout des Travaux d'Hercule (Pietro Francisci, 1958). Ce dernier lance la mode des costauds à l'Antique, et les suiveurs déterrent Maciste, qui, plus que les Goliath, Samson ou Ursus, devient le grand rival du demi-dieu grec. Contrairement à celui-ci, et suivant en cela l'exemple de son ancêtre du muet, le Maciste des années 1960 n'est limité ni dans l'espace ni dans le temps, puisque, outre la Grèce mythologique, on peut le croiser en Égypte antique (Le Géant de la vallée des rois), dans la Russie tsariste (Le Trésor des tsars), dans l'Angleterre du XVIIe siècle (Maciste en enfer), dans l'Amérique du XIXe siècle (Maciste contre Zorro) ou en Afrique à une période indéterminée (Tarzan chez les coupeurs de têtes). À l'occasion, il affrontera le comique Totò (Totò contre Maciste) ou se trouvera une fratrie (Les Invincibles Frères Maciste).
Dès les années 1910, le personnage devient très populaire en Italie, plus généralement en Europe, ainsi qu'aux États-Unis. Le latiniste et spécialiste des péplums Claude Aziza dénombre une petite trentaine de films mettant en scène Maciste entre 1915 et 1926, puis vingt-cinq films entre 1960 et 1965. 
Comme ses confrères culturistes, Maciste ne survivra pas au déclin du péplum et aux assauts des western spaghetti sortant sur les écrans à la suite du succès de Pour une poignée de dollars de Sergio Leone.

## Filmographie

### Films muets
- 1914 : Cabiria de Giovanni Pastrone
- 1915 : Maciste de Luigi Romano Borgnetto (it) et Vincenzo Denizot
- 1916 : Maciste, Chasseur alpin (Maciste alpino) de Luigi Romano Borgnetto (it), Vincenzo Denizot et Giovanni Pastrone
- 1918 : Maciste athlète (Maciste atleta) de Vincenzo Denizot et Giovanni Pastrone
- 1918 : Maciste détective (Maciste poliziotto) de Roberto Roberti
- 1918 : Maciste medium (it) de Vincenzo Denizot
- 1919 : Maciste amoureux (it) (Maciste innamorato) de Luigi Romano Borgnetto
- 1920 : La trilogia di Maciste (it) de Carlo Campogalliani :
  - Maciste contro la morte (it)
  - Il viaggio di Maciste (it)
  - Il testamento di Maciste (it)
- 1921 : Maciste salvato dalle acque (it) de Luigi Romano Borgnetto
- 1921 : La rivincita di Maciste (it) de Luigi Romano Borgnetto
- 1922 : Maciste en vacances (it) (Maciste in vacanza) de Luigi Romano Borgnetto
- 1924 : Maciste e il nipote d'America (it) d'Eleuterio Rodolfi
- 1924 : Maciste imperatore (it) de Guido Brignone
- 1925 : Maciste aux enfers (Maciste all'inferno) de Guido Brignone
- 1926 : Maciste contro lo sceicco (it) de Mario Camerini
- 1926 : Maciste dans la cage aux lions (it) (Maciste nella gabbia dei leoni) de Guido Brignone
- 1927 : Il gigante delle Dolomiti (it) de Guido Brignone

### Films parlants
- 1961 : Le Géant de la vallée des rois (Maciste nella valle dei re) de Carlo Campogalliani
- 1961 : Maciste dans la vallée des lions (Ursus nella valle dei leoni) de Carlo Ludovico Bragaglia
- 1961 : Maciste, l'homme le plus fort du monde (Maciste, l’uomo più forte del mondo) d'Antonio Leonviola
- 1961 : Maciste contre le Cyclope (Maciste nella terra dei ciclopi) d'Antonio Leonviola
- 1961 : Le Géant à la cour de Kublai Khan (Maciste alla corte del Gran Khan) de Riccardo Freda
- 1962 : Maciste contre le fantôme (Maciste contro il vampiro) de Giacomo Gentilomo et Sergio Corbucci
- 1962 : Totò contre Maciste (Totò contro Maciste) de Fernando Cerchio
- 1962 : Maciste en enfer (Maciste all'inferno) de Ricardo Freda
- 1962 : Tarzan chez les coupeurs de têtes (Maciste contro i tagliatori di teste) de Guido Malatesta
- 1963 : Maciste contre les géants (Maciste, il gladiatore più forte del mondo) de Michele Lupo et Lionello De Felice
- 1963 : Maciste contre les monstres (Maciste contro i mostri) de Guido Malatesta
- 1963 : Maciste contre Zorro (Zorro contro Maciste) d'Umberto Lenzi
- 1963 : Maciste contre les Mongols (Maciste contro i mongoli) de Domenico Paolella
- 1963 : Le Retour des Titans (Maciste, l'eroe più grande del mondo) de Michele Lupo
- 1964 : Le Temple de l'éléphant blanc (Sandok, il Maciste della jungla) d'Umberto Lenzi
- 1964 : Maciste contre les hommes de pierre (Maciste e la regina di Samar) de Giacomo Gentilomo
- 1964 : Le Trésor des tsars (Maciste alla corte dello Zar) de Tanio Boccia
- 1964 : Maciste et les Filles de la vallée (La valle dell'eco tonante) de Tanio Boccia
- 1964 : Maciste et les 100 gladiateurs (Maciste, gladiatore de Sparta) de Mario Caiano
- 1964 : Maciste dans les mines du roi Salomon (Maciste nelle miniere di re Salomone) de Piero Regnoli
- 1965 : Maciste, le vengeur du dieu maya (Maciste - Il vendicatore dei Maya) de Guido Malatesta
- 1965 : Les Invincibles Frères Maciste (Gli invincibili fratelli Maciste) de Roberto Mauri
- 1973 : Les Gloutonnes ou Maciste et les gloutonnes de Jesús Franco
- 1974 : Maciste contre la reine des Amazones de Jesús Franco

## Accueil critique
Selon Claude Aziza, les films de Maciste comprennent « le meilleur (rare) et le pire (fréquent) » ; il cite parmi les meilleurs Maciste en enfer, Maciste contre le cyclope et Maciste contre le fantôme. Maciste lui semble une figure particulièrement intéressante d'un cinéma populaire souvent méprisé.

## Analyse
Les spécialistes du péplum rapprochent Maciste de plusieurs autres héros de péplums de la même époque, tous connus pour leur musculature et leurs prouesses physiques. Martinelli et Quarngnolo, qui leur consacrent un livre en 1981, parlent des « giganti buoni » (les « bons géants »). Hervé Dumont, en référence à Hercule qui est l'un d'entre eux, les nomme « les Héraclides (musclemen de l'Antiquité) ». Le motif essaime et est volontiers cité ou copié (par exemple, dans les films de Mario Guaita scénarisés par Renée Deliot), à tel point qu'aux États-Unis, un genre est baptisé « muscle opera ». Dumont voit en Maciste « le prototype du "bon géant" à l'âge d'or du cinéma muet italien, le champion apolitique - mais vaillant patriote - du prolétariat local ».